# Dendrobiella sericea
Dendrobiella sericea is een keversoort uit de familie boorkevers (Bostrichidae). De wetenschappelijke naam van de soort is voor het eerst geldig gepubliceerd in 1852 door Mulsant & Wachanru.